# Oddział I Organizacyjny
Oddział I (Organizacyjny) Komendy Głównej Armii Krajowej zajmował się planowaniem i organizacją działań, sprawami personalnymi, utrzymaniem łączności konspiracyjnej z obozami jenieckimi i skupiskami Polaków na terenie Rzeszy, wywiezionych na roboty przymusowe. 
- szef oddziału – mjr / ppłk dypl. Antoni Sanojca „Kortum” (październik 1939 – lipiec 1944); kpt./ppłk cz.woj Franciszek Kamiński „Zenon Trawiński” (lipiec 1944 - styczeń 1945);
- I zastępca mjr Jerzy Michalewski "Dokładny" (lipiec – grudzień 1940); ppłk Stanisław Juszczakiewicz „Kuba” (maj 1942 – lipiec 1944);
- II zastępca – kpt. / ppłk Józef Majer „Piotr” (październik 1939 - kwiecień 1944 areszt.)

- Wydział Organizacyjny – szef rtm/mjr Adam Malewski „Jastrzębiec”
- Wydział Ordre de Bataille – mjr Stefan Krzywiak "Rams"
- Wydział Półrocznych Meldunków Organizacyjnych Dowódcy AK – ppor./kpt. Tadeusz Borkowski „Rum”
- Biuro Personalne - ppłk Jan Gorazdowski "Wolański"
- Wydział Ptaszki "U", "Ptaszki U"
- Wydział Szkolenia Konspiracyjnego "Freblówka"
- Wydział Mobilizacji i Odtwarzania Sił Zbrojnych "Kotary" - szef ppłk Jan Lamers "Florian"
- Wydział łączności z Obozami Jenieckimi "IKO", "Rupieciarnia", "Import", "Sadyba" – Stefania Mieczyńska „Jacek”
- Wydział Legalizacji/Centralne Biuro Legalizacyjne "Park", "Leta", "Izba" – Tadeusz Werner „Andrzej”
- Wydział Łączności Wewnętrznej
- Wydział Wojskowej Służby Ochrony Powstania (do czerwca 1943)
- Wydział Bezpieczeństwa
- Komenda Rezerw Krajowych
- Szefostwo Wojskowej Służby Kobiet "Spółdzielnia", "Czytelnia";
- Szefostwo Służby Sprawiedliwości
  - szef – płk aud. Konrad Józef Zieliński „Karola”
- Szefostwo Służby Duszpasterstwa
  - szef – ks. płk Tadeusz Jachimowski "Budwicz"
  - zastępca szefa – ppłk krd. Andrzej Rokoszewski „Hans”